# Cemil Çiçek
Cemil Çiçek (ur. 15 listopada 1946 w Yozgacie) – turecki polityk, prawnik i samorządowiec, deputowany, minister i wicepremier, przewodniczący Wielkiego Zgromadzenia Narodowego Turcji w latach 2011–2015.

## Życiorys
W 1971 ukończył prawo na Uniwersytecie Stambulskim, po czym podjął praktykę w zawodzie prawnika. W 1983 znalazł się wśród założycieli Partii Ojczyźnianej (ANAP). W 1984 został wybrany na burmistrza rodzinnej miejscowości. W 1987 po raz pierwszy uzyskał mandat poselski. W rządach Turguta Özala i Yıldırıma Akbuluta pełnił funkcję ministra stanu (1987–1991). Powrócił do parlamentu po czteroletniej przerwie w 1995. W 1996 w gabinecie Mesuta Yılmaza ponownie był ministrem stanu. W trakcie kadencji odszedł z Partii Ojczyźnianej, po czym dołączył do Partii Cnoty, z ramienia której z powodzeniem ubiegał się o reelekcję w 1999.
Po delegalizacji Partii Cnoty dołączył do Partii Sprawiedliwości i Rozwoju. Z listy AKP wybierany na deputowanego na kolejne kadencje w 2002, 2007 i 2011. Nie znalazł się w parlamencie wybranym w czerwcu 2015 (partia nie umieściła wówczas na listach wyborczych osób, które dotąd trzykrotnie z jej ramienia uzyskiwały mandat); zasiadł w nim jednak po kolejnych wyborach z listopada 2015, mandat poselski wykonywał do 2018. Od listopada 2002 do maja 2007 był ministrem sprawiedliwości w rządach, którymi kierowali Abdullah Gül oraz Recep Tayyip Erdoğan. Od sierpnia 2007 do lipca 2011 w kolejnym gabinecie drugiego z nich sprawował urzędy wicepremiera i ministra stanu. W lipcu 2011 został przewodniczącym Wielkiego Zgromadzenia Narodowego Turcji, tureckim parlamentem kierował do 2015.